# Segimero
Segimero (in latino Segimerus; Weser, ... – Germania Magna, dopo il 5) fu principe e condottiero della popolazione dei Germani Cherusci.

## Biografia
All'inizio fu favorevole a Roma e il figlio Arminio entrò a far parte dell'esercito romano assieme a Flavus. Secondo Cassio Dione, Segimero fu sotto il comando di Arminio durante la ribellione anti romana, che nel 9 culminò con la battaglia della foresta di Teutoburgo, ma Flavus rimase leale ai Romani nonostante la sconfitta di Varo. Dopo le spedizioni punitive di Germanico, Segimero, a differenza di suo fratello Inguiomero, non venne menzionato da Tacito.
| Controllo di autorità | VIAF (EN) 165715664 · CERL cnp01279205 · GND (DE) 143176129 |